# Passage East
Passage East (irisch An Pasáiste Thoir) ist ein kleiner Ort im County Waterford in Irland mit 634 Einwohnern (Stand 2022). Mit einer Fähre kann man die trichterförmige Mündung der Suir in Richtung Ballyhack, Arthurstown im County Wexford überqueren. Die Passage stellt die kürzeste Verbindung zwischen Waterford und Wexford bzw. Rosslare Harbour dar, von wo aus die Fähren nach Wales und Frankreich abgehen. Gegenüber der Strecke über New Ross erspart die Fahrt mit dem Schiff eine Straßenfahrt von etwa 55 km.

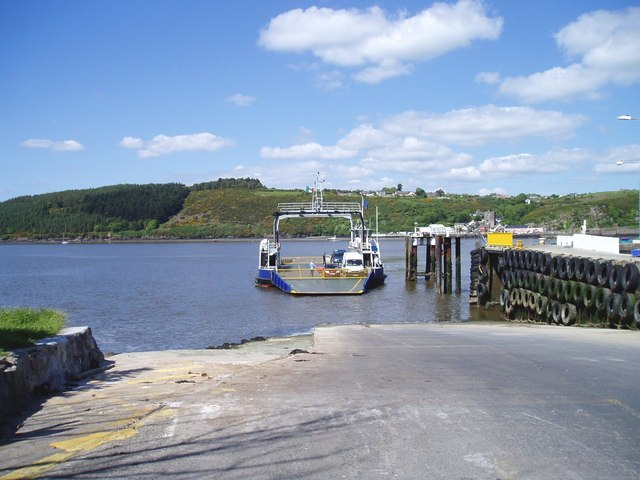
Passage East – die Autofähre

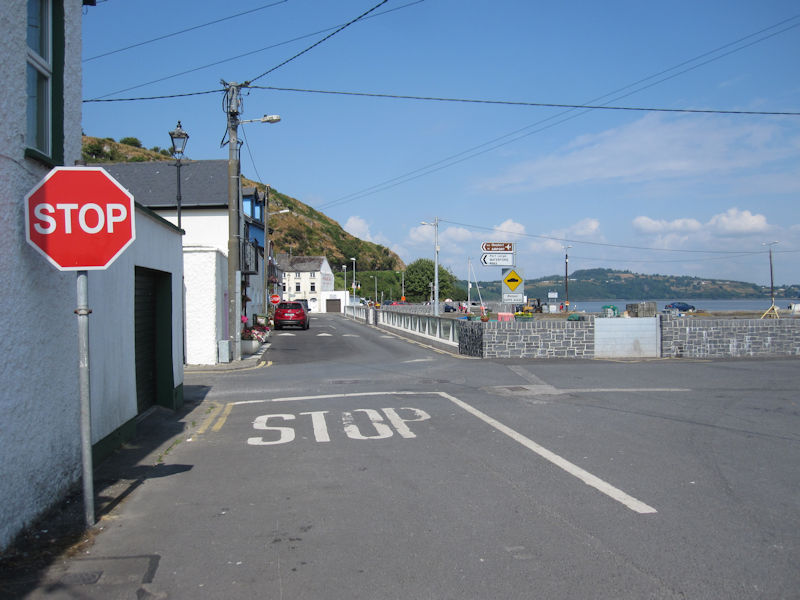
Straße am Hafen

Das Gegenstück bildet der Hafen Passage West bei Cork.

## Geschichte
Ein Jahr nachdem Richard de Clare in Bannow landete, was den Beginn der kambro-normannischen Invasion Irlands darstellt, kehrte er 1170 mit 200 Rittern und 1.000 Männern zurück und landete in Passage East.
In der Nähe liegen die Ruinen der Geneva Baracks, ein Gefängnis für Tausende von Rebellen, die nach der Rebellion von 1798 außer Landes gebracht wurden.